# Erik Dahlbergsgatan, Stockholm

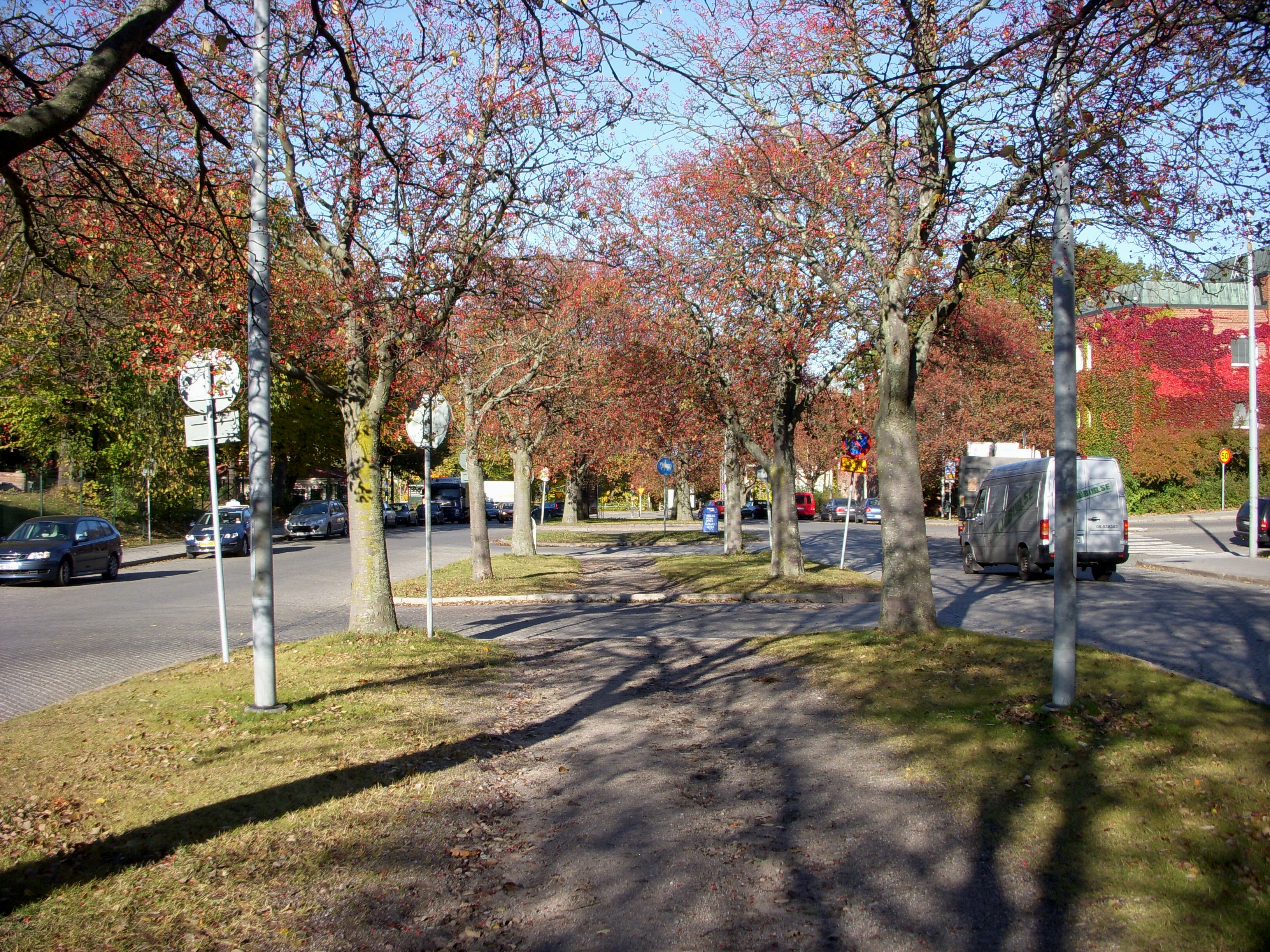
Erik Dahlbergsgatan norrut strax före Lidingövägen, oktober 2009.

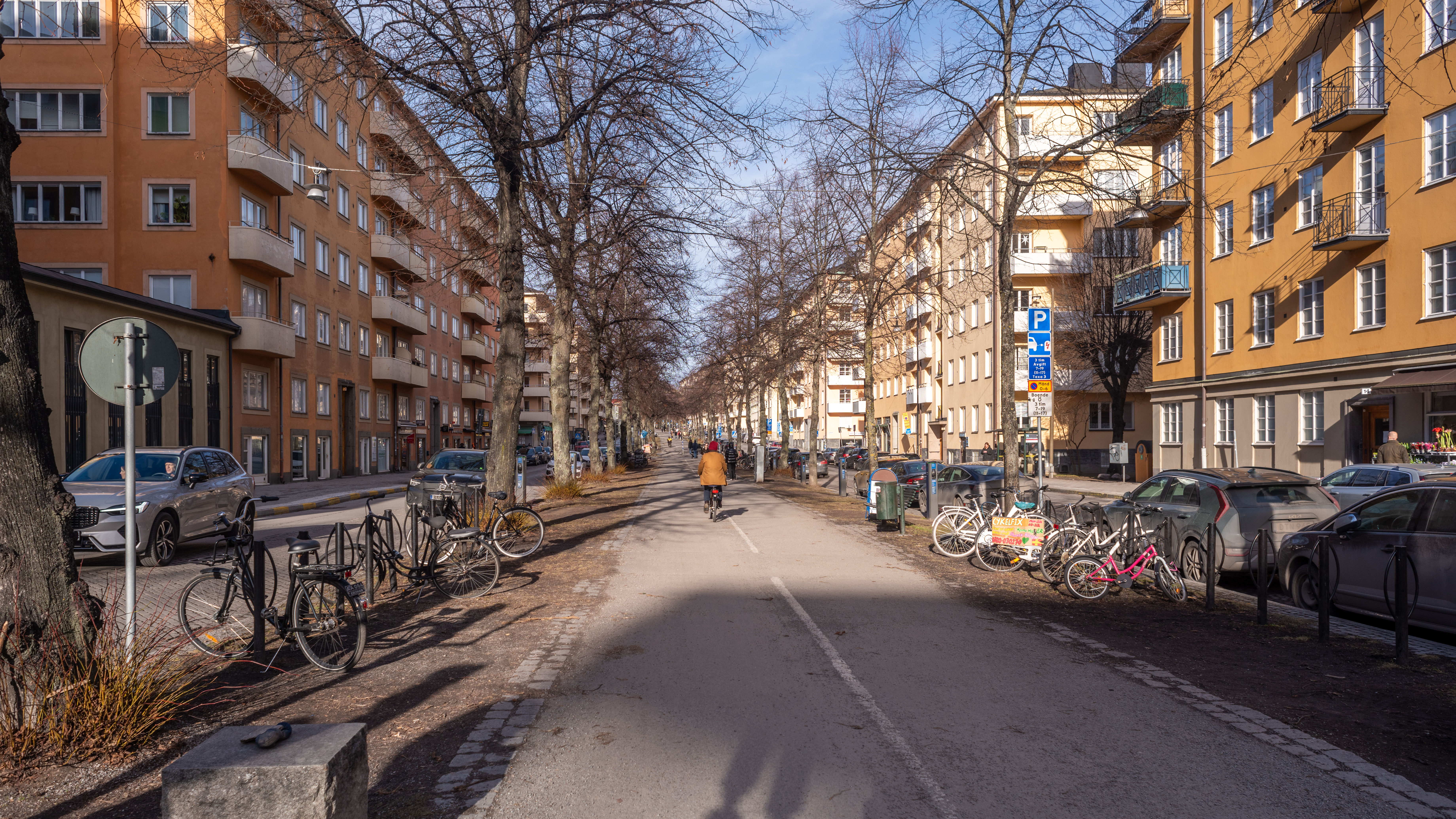
Gatan början sedd från Valhallavägen.

Erik Dahlbergsgatan är en gata på Ladugårdsgärdet i Stockholm som sträcker sig från Valhallavägen till Lidingövägen. 
Namnet på gatan kommer från greve och fältmarskalk Erik Dahlbergh (1625-1703).
Innan kvarteret Fältöversten byggdes, började gatan vid Karlaplan på Östermalm. 1972 delades gatan och den södra delen fick namnet Erik Dahlbergsallén. Dock kvarstår gatunumreringen vilket innebär att Erik Dahlbergsgatan börjar vid Valhallavägen med nummer 12 respektive 19. På Erik Dahlbergsgatan 60 låg tidigare Södra Roslags tingsrätt.
Från 1952 fram till högertrafikomläggningen 1967 gick spårvagnstrafik på gatan från Valhallavägen till Tessinparken. I dag är det en bred gata med allé i mitten, med gång och cykelbana.[källa behövs]